# Lewiczyn (powiat grójecki)
Lewiczyn – wieś sołecka w Polsce, położona w województwie mazowieckim, w powiecie grójeckim, w gminie Belsk Duży.

## Opis
Wieś szlachecka położona była w drugiej połowie XVI wieku w powiecie grójeckim ziemi czerskiej województwa mazowieckiego. 
W latach 1954–1968 wieś należała i była siedzibą władz gromady Lewiczyn, po jej zniesieniu w gromadzie Belsk Duży. W latach 1975–1998 miejscowość należała administracyjnie do województwa radomskiego.
Lewiczyn jest siedzibą parafii, należącej do dekanatu grójeckiego, archidiecezji warszawskiej.

## Integralne części wsi
| SIMC    | Nazwa               | Rodzaj    |
| ------- | ------------------- | --------- |
| 0614096 | Karolówka           | część wsi |
| 0614104 | Lewiczyn Poduchowny | część wsi |
| 0614110 | Pod Kraską          | część wsi |
| 0614127 | Wola Lewiczyńska    | część wsi |

## Zabytki
- Kościół św. Wojciecha z początku XVII w. zbudowany z drewna modrzewiowego, sanktuarium Matki Boskiej Pocieszycielki Strapionych związane z obrazem Matki Boskiej z Dzieciątkiem z pocz. XVII w.